# Musée de la musique mécanique
Le Musée de la Musique Mécanique est dédié aux instruments de musique mécanique situé aux Gets, en Haute-Savoie.
Il rassemble une collection d'environ 900 pièces liées à la musique mécanique, notamment des orgues de Barbarie, boites à musique, pianos mécaniques, orchestrions, et Limonaires.
Selon les données de Savoie Mont Blanc, le musée a accueilli plus de 36 000 visiteurs, en 2021. Selon l'organisme, c'est le 5e musée le plus visité de Haute-Savoie, en 2022.
Le musée bénéficie du label Qualité Tourisme.

## Historique
En 1982, le village des Gets accueille sa première animation en lien avec la musique mécanique lors d'une exposition d'artisanat d'art.
À la suite du succès de cette première manifestation, un festival de musique mécanique est organisé en 1983.
En 1984, l'organisation de manifestations en lien avec la musique mécanique se formalise, avec la création de l'Association de la Musique Mécanique des Gets (AMMG).
Le 23 juillet 1988, le Musée de la Musique Mécanique est inauguré dans le plus ancien bâtiment des Gets (ancien presbytère puis Maisons des Sœurs), en présence d'un représentant du ministre de la Culture.
La même année, l'Association de la Musique Mécanique des Gets fait l'acquisition d'un orgue philharmonique de la marque Aeolian. L'instrument est classé Monument Historique en 1989.
En 1989, le musée fait l'acquisition d'un manège de chevaux de bois Limonaire, datant de 1871.
En 2006 grâce au soutien de la Fondation Crédit Agricole Pays de France, le Musée de la Musique Mécanique finalise l'acquisition d'une collection d'automates publicitaires présents dans les vitrines du Faubourg Saint-Honoré de la parfumerie Roger & Gallet lors des fêtes de fin d'année entre les années 1930 et 1950.
En 2013, le musée inaugure une nouvelle extension, doublant ainsi sa surface d'exposition.
En 2017, le Manège de chevaux de bois Limonaire est réhabilité et abrité, pour garder une place pérenne à l'abri des intempéries.

## Collections
Le musée présente environ 900 instruments de musique mécanique en état de marche, au sein de deux bâtiments, sur une surface de 1 500 m2.
Parmi les différentes salles du musée figurent des orgues de salon, orgues de Barbarie, boites à musique, serinettes, pianos mécaniques, orchestrions, Limonaires, phonographes, etc.